# Snowboard-Weltmeisterschaften 2011
Die 9. FIS Snowboard-Weltmeisterschaften fanden vom 15. bis 22. Januar 2011 in dem spanischen Skiresort La Molina (Katalonien) statt. Die Wahl des Austragungsortes erfolgte am 25. Mai 2006 durch die Mitglieder des FIS-Vorstands während des 45. FIS-Kongresses in Vilamoura (Portugal). Der spanische Skiverband war der einzige, der sich um die Ausrichtung der Veranstaltung beworben hatte.
Spanien war damit zum ersten Mal Gastgeber einer Snowboard-Weltmeisterschaft. Für das Land waren die Wettkämpfe die zweite Wintersport-Großveranstaltung nach den Alpinen Skiweltmeisterschaften 1996.

## Programm und Teilnehmer
Es wurden elf Wettbewerbe ausgetragen, fünf für Frauen und sechs für Männer. Im Parallelslalom, Parallel-Riesenslalom, Snowboardcross, Slopestyle und auf der Halfpipe haben sich sowohl Frauen als auch Männer gemessen, im Big Air nur Männer. Die Wettbewerbe fanden in den Skigebieten Alabaus und El Pedró in La Molina statt. Nur der Big Air-Wettkampf fand im Palau Sant Jordi in Barcelona statt.
Besonderes Augenmerk lag auf den Wettbewerben im Slopestyle. Es gehörte erstmals zum Programm einer Snowboard-Weltmeisterschaft. Bei einem erfolgreichen Debüt der Sportart könnte das IOC im März 2011 endgültig die Aufnahme von Slopestyle ins Programm der Olympischen Spiele beschließen.
Ein neuer Rekord wurde bei der Teilnehmerzahl aufgestellt. 370 Athleten aus 44 Nationen haben an den Wettbewerben teilgenommen. Der Snowboard Verband Deutschland SVD hat mit acht Athleten teilgenommen, fünf Frauen und drei Männer. Allerdings haben in fünf der elf Wettbewerbe keine deutschen Athleten teilgenommen.

## Zeitplan
Der Zeitplan der Snowboard-Weltmeisterschaft:
Samstag, 15. Januar 2011
- Big Air Männer

Montag, 17. Januar 2011
- Qualifikation Snowboardcross Frauen und Männer

Dienstag, 18. Januar 2011
- Finalläufe Snowboardcross Frauen und Männer

Mittwoch, 19. Januar 2011
- Qualifikation und Finalläufe Parallel-Riesenslalom Frauen und Männer
- Qualifikation Halfpipe Frauen und Männer

Donnerstag, 20. Januar 2011
- Finale Halfpipe Frauen und Männer

Freitag, 21. Januar 2011
- Qualifikation und Finalläufe Parallelslalom Frauen und Männer
- Qualifikation Slopestyle Frauen und Männer

Samstag, 22. Januar 2011
- Finale Slopestyle Frauen und Männer

## Ergebnisse

### Frauen

#### Parallelslalom
| Platz | Land        | Sportler                |
| ----- | ----------- | ----------------------- |
| 1     | Norwegen    | Hilde Katrine Engeli    |
| 2     | Niederlande | Nicolien Sauerbreij     |
| 3     | Österreich  | Claudia Riegler         |
| 4     | Österreich  | Heidi Neururer          |
| 5     | Russland    | Jekaterina Tudegeschewa |
| 6     | Deutschland | Amelie Kober            |
| 7     | Schweiz     | Fränzi Mägert-Kohli     |
| 8     | Schweiz     | Patrizia Kummer         |

Datum: 22. Januar
Wegen starken Windes wurde der Wettbewerb einen Tag später ausgetragen.
 Marion Kreiner schied im Achtelfinale aus und wurde 9.

 Julia Dujmovits schied im Achtelfinale aus und wurde 10.

 Anke Karstens schied im Achtelfinale aus und wurde 12.

 Julie Zogg schied im Achtelfinale aus und wurde 13.

 Selina Jörg verpasste als 19. die Finalläufe.

 Isabella Laböck verpasste als 28. die Finalläufe.

#### Parallel-Riesenslalom
| Platz | Land        | Sportler                |
| ----- | ----------- | ----------------------- |
| 1     | Russland    | Aljona Sawarsina        |
| 2     | Österreich  | Claudia Riegler         |
| 3     | Österreich  | Doris Günther           |
| 4     | Deutschland | Amelie Kober            |
| 5     | Schweiz     | Fränzi Mägert-Kohli     |
| 6     | Russland    | Jekaterina Tudegeschewa |
| 7     | Frankreich  | Nathalie Desmares       |
| 8     | Deutschland | Selina Jörg             |

Datum: 19. Januar
 Amelie Kober verpasste eine Medaille nur knapp. Im Halbfinale lag sie nach dem 1. Lauf nach einem Sturz ihrer Gegnerin bereits die maximale Zeit von 1,5 s vorn, verspielte die Führung im 2. Lauf aber noch durch einen Fehler am vorletzten Tor. Im kleinen Finale kam sie nur 0,04 s nach  Doris Günther ins Ziel.
 Ina Meschik im Achtelfinale ausgeschieden.

 Isabella Laböck im Achtelfinale ausgeschieden.

 Marion Kreiner im Achtelfinale ausgeschieden.

 Julia Dujmovits im Achtelfinale ausgeschieden.

 Patrizia Kummer im Achtelfinale ausgeschieden.

#### Snowboardcross
| Platz | Land                   | Sportler            |
| ----- | ---------------------- | ------------------- |
| 1     | USA                    | Lindsey Jacobellis  |
| 2     | Frankreich             | Nelly Moenne Loccoz |
| 3     | Kanada                 | Dominique Maltais   |
| 4     | Kanada                 | Maëlle Ricker       |
| 5     | Tschechien             | Eva Samková         |
| 6     | Frankreich             | Claire Chapotot     |
| 7     | Vereinigtes Königreich | Zoe Gillings        |
| 8     | Italien                | Raffaella Brutto    |

Qualifikation: 17. Januar

Finalläufe: 18. Januar
 Lindsey Jacobellis wurde nach 2003 und 2005 zum dritten Mal Weltmeisterin in dieser Disziplin. Sie siegte vor  Nelly Moenne Loccoz, die die Qualifikation gewann, und der im Weltcup Führenden  Dominique Maltais.
 Emilie Aubry erreichte als 8. der Qualifikation die Finalläufe und schied im Viertelfinale aus.

 Susanne Moll erreichte als 12. der Qualifikation die Finalläufe und schied im Viertelfinale aus.

 Maria Ramberger erreichte als 13. der Qualifikation die Finalläufe und schied im Viertelfinale aus.
Deutsche Athletinnen waren nicht am Start.

#### Halfpipe
| Platz | Land                | Sportler         |
| ----- | ------------------- | ---------------- |
| 1     | Australien          | Holly Crawford   |
| 2     | Schweiz             | Ursina Haller    |
| 3     | Volksrepublik China | Liu Jiayu        |
| 4     | Neuseeland          | Rebecca Sinclair |
| 5     | Volksrepublik China | Sun Zhifeng      |
| 6     | Volksrepublik China | Cai Xuetong      |
| 7     | Frankreich          | Mirabelle Thovex |
| 8     | Kanada              | Mercedes Nicoll  |

Qualifikation: 19. Januar

Halbfinale und Finale: 20. Januar
 Nadja Purtschert war im Halbfinale ausgeschieden.

 Pia Meusburger schied in der Qualifikation aus.
Deutsche Athletinnen waren nicht am Start.

#### Slopestyle
| Platz | Land       | Sportler         |
| ----- | ---------- | ---------------- |
| 1     | Finnland   | Enni Rukajärvi   |
| 2     | Tschechien | Šárka Pančochová |
| 3     | Neuseeland | Shelly Gotlieb   |
| 4     | Finnland   | Merika Enne      |
| 5     | USA        | Allyson Carroll  |
| 6     | Finnland   | Saana Pehikonen  |
| 7     | Neuseeland | Stefi Luxton     |
| 8     | Slowakei   | Klaudia Medlová  |

Qualifikation: 22. Januar

Finale: 22. Januar
Wegen starken Windes wurde die Qualifikation verschoben und erst vor dem Finale ausgetragen, das Halbfinale entfiel.
 Silvia Mittermüller gehörte nach guten Ergebnissen in der Ticket to Ride World Snowboard Tour im Vorfeld zu den Favoritinnen, musste ihre Teilnahme dann aber kurzfristig verletzungsbedingt absagen.
 Pia Meusburger wurde 11.

### Männer

#### Parallel-Slalom
| Platz | Land       | Sportler           |
| ----- | ---------- | ------------------ |
| 1     | Österreich | Benjamin Karl      |
| 2     | Schweiz    | Simon Schoch       |
| 3     | Slowenien  | Rok Marguč         |
| 4     | Österreich | Andreas Prommegger |
| 5     | Italien    | Roland Fischnaller |
| 6     | Österreich | Manuel Veith       |
| 7     | Kanada     | Matthew Morison    |
| 8     | Schweiz    | Kaspar Flütsch     |

Datum: 22. Januar
Wegen starken Windes wurde der Wettbewerb einen Tag später ausgetragen.
 Roland Haldi schied im Achtelfinale aus und wurde 11.

 Patrick Bussler verpasste als 19. die Finalläufe.

 Siegfried Grabner verpasste als 21. die Finalläufe.

 Nevin Galmarini verpasste als 22. die Finalläufe.

#### Parallel-Riesenslalom
| Platz | Land       | Sportler           |
| ----- | ---------- | ------------------ |
| 1     | Österreich | Benjamin Karl      |
| 2     | Slowenien  | Rok Marguč         |
| 3     | Italien    | Roland Fischnaller |
| 4     | Schweiz    | Kaspar Flütsch     |
| 5     | Österreich | Anton Unterkofler  |
| 6     | Slowenien  | Žan Košir          |
| 7     | Russland   | Stanislaw Detkow   |
| 8     | Schweiz    | Roland Haldi       |

Datum: 19. Januar
 Manuel Veith im Achtelfinale ausgeschieden.

 Nevin Galmarini im Achtelfinale ausgeschieden.

 Patrick Bussler im Achtelfinale ausgeschieden.

#### Snowboardcross
| Platz | Land       | Sportler         |
| ----- | ---------- | ---------------- |
| 1     | Australien | Alex Pullin      |
| 2     | USA        | Seth Wescott     |
| 3     | USA        | Nate Holland     |
| 4     | Italien    | Luca Matteotti   |
| 5     | Frankreich | Pierre Vaultier  |
| 6     | Italien    | Alberto Schiavon |
| 7     | Kanada     | François Boivin  |
| 8     | USA        | Jonathan Cheever |

Qualifikation: 17. Januar

Finalläufe: 18. Januar
 Alex Pullin erreichte als 4. der Qualifikation die Finalläufe. Er ist der erste Weltmeister aus Australien im Snowboardcross.
 Markus Schairer gewann die Qualifikation, schied dann aber im Viertelfinale aus.

 Konstantin Schad erreichte als 7. die Finalläufe und schied im Achtelfinale aus.

 Fabio Caduff erreichte als 11. die Finalläufe und schied im Achtelfinale aus.

 David Speiser erreichte als 15. die Finalläufe und schied im Viertelfinale aus.

 Hanno Douschan erreichte als 20. die Finalläufe und schied im Achtelfinale aus.

 Hans Reichen erreichte als 29. die Finalläufe und schied im Viertelfinale aus.

#### Halfpipe
| Platz | Land       | Sportler            |
| ----- | ---------- | ------------------- |
| 1     | Australien | Nathan Johnstone    |
| 2     | Schweiz    | Iouri Podladtchikov |
| 3     | Finnland   | Markus Malin        |
| 4     | Schweiz    | Christian Haller    |
| 5     | Finnland   | Ilkka-Eemeli Laari  |
| 6     | Schweiz    | Patrick Burgener    |
| 7     | Frankreich | Mathieu Crepel      |
| 8     | Japan      | Ryō Aono            |

Qualifikation: 19. Januar

Halbfinale und Finale: 20. Januar
 Jan Scherrer mit 15,0 P. in der Qualifikation ausgeschieden.

 Clemens Schattschneider mit 9,0 P. in der Qualifikation ausgeschieden.
Deutsche Athleten waren nicht am Start.

#### Slopestyle
| Platz | Land       | Sportler                |
| ----- | ---------- | ----------------------- |
| 1     | Belgien    | Seppe Smits             |
| 2     | Schweden   | Niklas Mattsson         |
| 3     | Finnland   | Ville Paumola           |
| 4     | Schweden   | Zebastian Landmark      |
| 5     | Österreich | Clemens Schattschneider |
| 6     | Kanada     | Julien Beaulieu         |
| 7     | Kanada     | Robby Balharry          |
| 8     | Finnland   | Markku Koski            |

Qualifikation: 22. Januar

Finale: 22. Januar
Wegen starken Windes wurde die Qualifikation verschoben und erst vor dem Finale ausgetragen, das Halbfinale entfiel.
 Michael Macho wurde 9.

 Mario Käppeli wurde 15.

 Adrian Krainer wurde 17.
Deutsche Athleten waren nicht am Start.

#### Big Air
| Platz | Land        | Sportler            |
| ----- | ----------- | ------------------- |
| 1     | Finnland    | Petja Piiroinen     |
| DSQ   | Kanada      | Zachary Stone       |
| 2     | Belgien     | Seppe Smits         |
| 3     | Niederlande | Rocco van Straten   |
| 4     | Finnland    | Aleksi Partanen     |
| 5     | Frankreich  | Mathieu Crepel      |
| 6     | Schweiz     | Gian-Luca Cavigelli |
| 7     | Slowenien   | Marko Grilc         |

Datum: 15. Januar
Bei der fünften Austragung eines Big Air-Wettbewerbs im Rahmen der Snowboard-Weltmeisterschaft gewann mit  Petja Piiroinen bereits zum vierten Mal ein Finne die Goldmedaille.  Zachary Stone gewann nur aufgrund der höheren Punktzahl im zweiten Sprung Silber vor dem punktgleichen Dritten  Seppe Smits. Am 8. Juni wurde bekannt, dass Stone Cannabis konsumiert hatte und wurde deshalb nachträglich disqualifiziert.
Deutsche Athleten waren nicht am Start.

## Medaillenspiegel
| Platz  | Land                |    |    |    |    |
| ------ | ------------------- | -- | -- | -- | -- |
| 1      | Australien          | 3  | –  | –  | 3  |
| 2      | Österreich          | 2  | 1  | 2  | 5  |
| 3      | Finnland            | 2  | –  | 2  | 4  |
| 4      | USA                 | 1  | 1  | 1  | 3  |
| 5      | Belgien             | 1  | 1  | –  | 2  |
| 6      | Norwegen            | 1  | –  | –  | 1  |
| 6      | Russland            | 1  | –  | –  | 1  |
| 8      | Schweiz             | –  | 3  | –  | 3  |
| 9      | Niederlande         | –  | 1  | 1  | 2  |
| 9      | Slowenien           | –  | 1  | 1  | 2  |
| 11     | Tschechien          | –  | 1  | –  | 1  |
| 11     | Frankreich          | –  | 1  | –  | 1  |
| 11     | Schweden            | –  | 1  | –  | 1  |
| 14     | Kanada              | –  | –  | 1  | 1  |
| 14     | Volksrepublik China | –  | –  | 1  | 1  |
| 14     | Italien             | –  | –  | 1  | 1  |
| 14     | Neuseeland          | –  | –  | 1  | 1  |
| Gesamt | Gesamt              | 11 | 11 | 11 | 33 |